# Mesoligia pseudonychina
Mesoligia pseudonychina là một loài bướm đêm trong họ Noctuidae.